# Яворів
Я́ворів — місто в Україні, адміністративний центр Яворівської міської громади та Яворівського району Львівської області. Населення становить 15 тис. осіб (у 1968 — 8 900, у 2001 — 13 500 осіб, у 2022 - 12785).

## Географія
Місто Яворів розташоване над річкою Шкло, (притокою Сяну), на відстані 50 км на північний захід від обласного центру міста Львів.
У Яворові є залізнична станція, місто має автобусне сполучення зі Львовом, сусідніми районами та кількома прикордонними містами Республіки Польща.
За 5 км від центру міста знаходиться Яворівське озеро.

## Топоніми

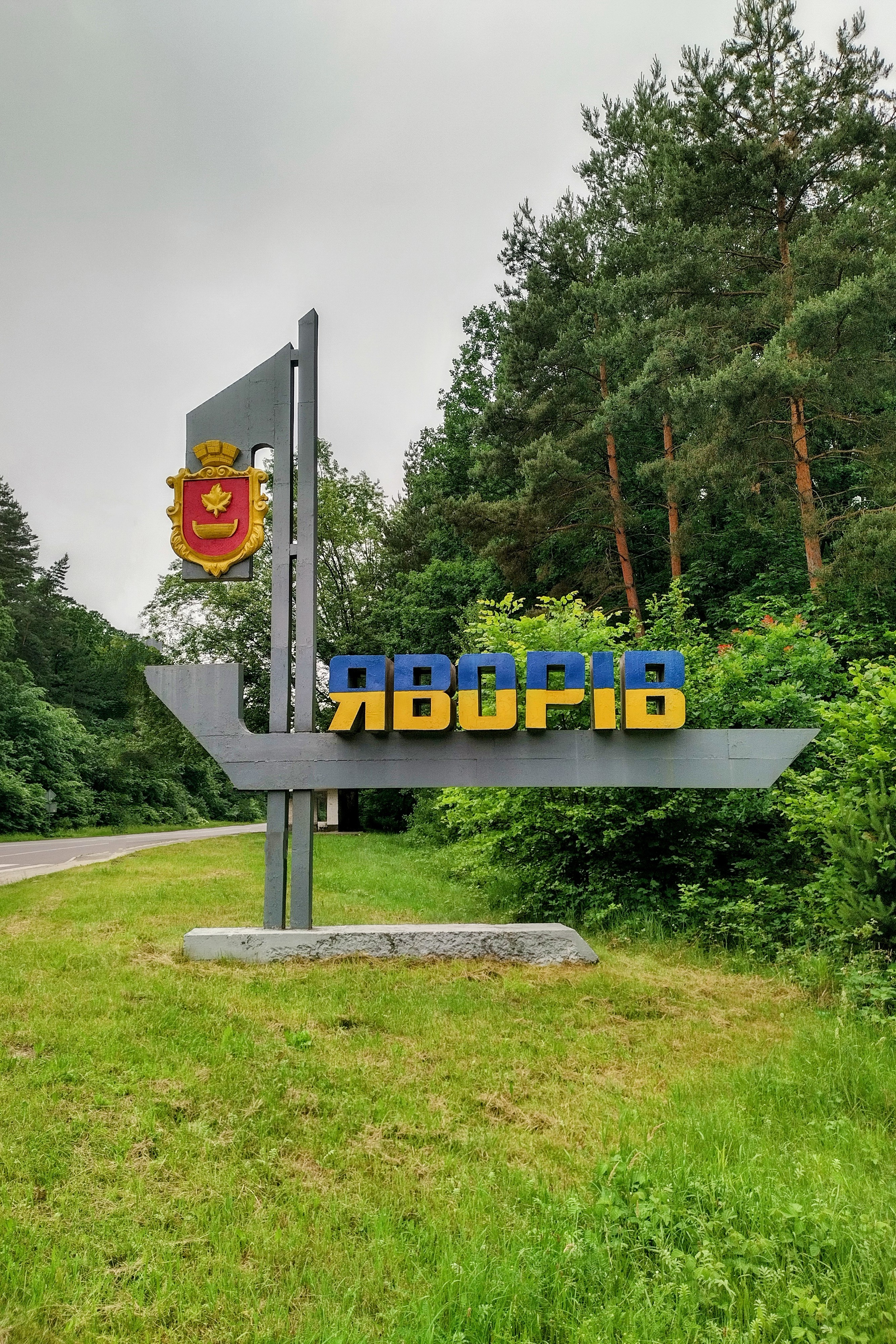
Стела при в'їзді в місто Яворів

Назву топоніма «Яворів» виводять від яворів, яких багато зростає в долині річки Шкло. За іншою версією назва міста як краю пішла від легендарного княжича Я́вора, про якого згадується в давньоруських хроніках XIII—XIV століть.
Урбаноніми:
В Яворові нараховується понад 97 вулиць, в тому числі 4 провулки та 1 площа.

## Історія
Перша письмова згадка про місто датується 1436 роком. У документі надання Яворова з рядом сіл Казимиром Ягеллончиком у заставне володіння познанському каштелянові Петрові Шамотульському (1456 р.) міститься згадка про аналогічне надання Вінценту Шамотульському 20-річної давності. Яворів у ньому згаданий як місто — таким чином, магдебурзьке право він отримав ще на початку XV ст. (а можливо, й раніше).
Твердження про те, що Яворів вперше згадується 24 червня 1376 року у документі надання Владиславом Опольським братам Рейнгольду і Нитку сіл Нових Селиськ та Порудного є помилковим — поселення з такою назвою у тексті не зафіксоване. Ще один акт з нібито першою фіксацією Яворова — надання Анджеєм Шамотульським гербу Наленч торгових яток місцевим шевцям, датоване 1 травня 1408 р. Насправді, названий документ пізнішого походження — ймовірно, його слід датувати 1478 (або 1488) роком.
Виникло як хліборобське, торгове і ремісниче поселення на торговельному шляху Львів — Ярослав.
2 липня 1569 року місто повторно отримало магдебурзьке право, а з кінця XVI століття у місті діяло братство.
За підтримку Богдана Хмельницького у національно-визвольній боротьбі 1648—1657 років багато яворівців було страчено, а на місто наклали контрибуцію.
У другій половині XVII століття Я́ворів був фортифікованим містом, у якому часто перебував король Ян III Собеський, до 1772 року Яворів — торгово-ремісничий осередок (переважно шевство) на шляху Львів — Ярослав.
Після першого поділу Польщі 1772 року, Яворів перебував у складі Австрії (від 1867 року — Австро-Угорщина).
У XIX столітті й до 1939 року Яворів — повітове місто. Від середини XIX — на початку XX століть в Яворові відбувається українське культурно-патріотичне піднесення.
3 березня 1918 року в місті відбулося «свято державності і миру» (віче) на підтримку дій уряду Української Народної Республіки, в якому взяли участь близько 20 000 осіб..

### Західноукраїнська Народна Республіка, ОУН та УПА
1 листопада в повіті Яворів було встановлено Українську владу — ЗУНР. Яворівським повітовим військовим комендантом був Микола Хархаліс.
Повітовим комісаром став професор гімназії Михайло Білик, після нього — вчитель гімназії Дмитро Ліськевич, адвокат Михайло Крижанівський. Голова міської Ради — управитель товариства «Народний Дім» Іван Загаєвич.
Яворівці брали участь у визвольних змаганнях українців 1-ї половини XX століття — у створенні ЗУНР (1918), воювали у лавах УГА, ОУН-УПА.
26 вересня 1939 року німецька авіація бомбардувала місто, внаслідок чого було зруйновано історичне Велике передмістя. 27 вересня місто зайняв 17-й стрілецький корпус Червоної армії.
У радянський період (від 1939 року) в Яворові комуністичною владою чинились утиски національних і релігійних потреб місцевого українського населення.
З листопада 1942 року по квітень 1943 року в міті знаходилося гетто. За цей час в ньому загинули від голоду, холоду і різних хворіб понад 1000 євреїв, ще 4400 було розстріляно на Піщаній горі 16 квітня 1943. 
З демократизацією життя в СРСР наприкінці 1980-х років у Яворові з новою силою здіймається хвиля українського національного піднесення, відроджується офіційно релігійне життя.
Від 1991 року — у складі незалежної України — триває розбудова держави, український культурний розвиток.
З 1998 року спостерігалось стрімке економічне та інфраструктурне зростання м. Яворова в складі Яворівського району внаслідок активної діяльності державного діяча, почесного громадянина району Степана Лукашика, а саме створення СЕЗ «Яворів», будівництво нового пункту пропуску через державний кордон Краківець та ін.
Кожного року відзначаються уродини України та Яворова.

## Населення

### Національний склад
Розподіл населення за національністю за даними перепису 2001 року:
| Національність  | Відсоток |
| --------------- | -------- |
| українці        | 96,54%   |
| росіяни         | 2,66%    |
| поляки          | 0,24%    |
| білоруси        | 0,23%    |
| інші/не вказали | 0,33%    |

### Мова
Розподіл населення за рідною мовою за даними перепису 2001 року:
| Мова            | Чисельність, осіб | Доля   |
| --------------- | ----------------- | ------ |
| Українська      | 12 880            | 96,95% |
| Російська       | 358               | 2,70%  |
| Білоруська      | 18                | 0,14%  |
| Вірменська      | 8                 | 0,06%  |
| Польська        | 8                 | 0,06%  |
| Болгарська      | 3                 | 0,02%  |
| Румунська       | 1                 | 0,01%  |
| Угорська        | 1                 | 0,01%  |
| Єврейська       | 1                 | 0,01%  |
| Інші/Не вказали | 7                 | 0,04%  |
| Разом           | 13 285            | 100%   |

## Культові, архітектурні та історичні пам'ятки
Руська (українська) православна парафія існувала, найімовірніше від першої письмової згадки про місто (1376). Після польського завоювання краю у 1454 році королевич Вацлав заснував яворівську латинську парафію.
Першою латинською сакральною спорудою в Яворові був дерев'яний парафіяльний костел Найсвятішої Марії, заснований у тому ж 1454 році, що проіснував до 1776 року. Саме в цьому костелі в 1678 році було охрещено сина короля Яна Собеського Костянтина. Другий парафіяльний костел, вже кам'яницю, було зведено 1639 року.
У Яворові діє костел святих Петра і Павла.
У Яворові існувала низка православних та греко-католицьких церков. У теперішній час (2000-ні) у Яворові діє 5 храмів УГКЦ, один православний та римо-католицький костел.
Православні
- дерев'яна церква про яку згадано в реєстрі податків 1515 року.
- дерев'яна церква Успіння Пресвятої Богородиці (на Великому передмісті), збудована 1568 року, затверджена королем Стефаном Баторієм 15 травня 1578 року. Згоріла 1636 р. Відбудована в другій половині XVII століття. Згоріла 2007 року внаслідок підпалу. У результаті пожежі вогнем знищено середню частину будівлі та майно церкви. Після тривалої довгої дискусії було вирішено будувати новий мурований храм, який відповідатиме сучасним потребам. Автором нової споруди є архітектор Юрій Горалевич, який подарував проєкт своєму рідному місту. Новий храм, зведений на попелищі, було освячено в 2013 році.
- дерев'яна церква Святого Юрія, збудована 1588 року на основі привілею короля Сигізмунда II. Від неї збереглася набагато пізніша, також дерев'яна, дзвіниця (1764).
- дерев'яна церква Різдва Пресвятої Богородиці (1572).
- дерев'яна церква Різдва Пресвятої Богородиці (на Малому передмісті) 1670 р.
- церква Ікони Почаївської Божої Матері (ПЦУ).

Греко-католицькі
- Святопокровський монастир сестер ЧСВВ (1621)[27] (УГКЦ).
- кам'яна Церква Святого Юрія (нова), збудована у 1899—1902 роках.

У 1658 році в Яворові було засновано синагогу. Мурована з цегли синагога постала в XIX столітті на площі на південний захід від Ринку. Розпланувально-просторову синагогальну структуру традиційно увиразнювали три аркові вікна чоловічої молитовної зали й дві осі лучкових вікон двоярусних приміщень пуліша з жіночими галереями на південному фасаді. Велика будівля була увінчана профільованим карнизом, підкреслена наріжними пілястрами, покрита бляшаним дахом. У радянський час приміщення перебудували на лазню, що призвело до втрати архітектурного вистрою споруди, зокрема було перерубано віконні прорізи, абсолютно знищено інтер'єр. На початку 1990-х років на замовлення Яворівського міськвиконкому Інститут «Укрзахідпроектреставрація» провів наукові дослідження будівлі й підготував пропозиції щодо її адаптації. Проте невдовзі колишню синагогу таки розібрали.
У 1931 році в місті було засновано завдяки старанням і наполегливості Михайла Фільца історико-етнографічний музей «Яворівщина», який відновив роботу в тому самому приміщенні, що має історичне значення, в 2002 році. Серед інших історико-архітектурних пам'яток: яворівська ратуша (кінець XIX століття), будинок міської ради (XIX століття), Народний Дім (1908).
У Яворові встановлено низку пам'ятників діячам української культури та релігії — Тарасові Шевченку, Михайлові Вербицькому, Митрополиту Андрею Шептицькому, Осипу Маковею, що є виключною заслугою державного діяча Лукашика Степана Івановича.

## Релігійні споруди

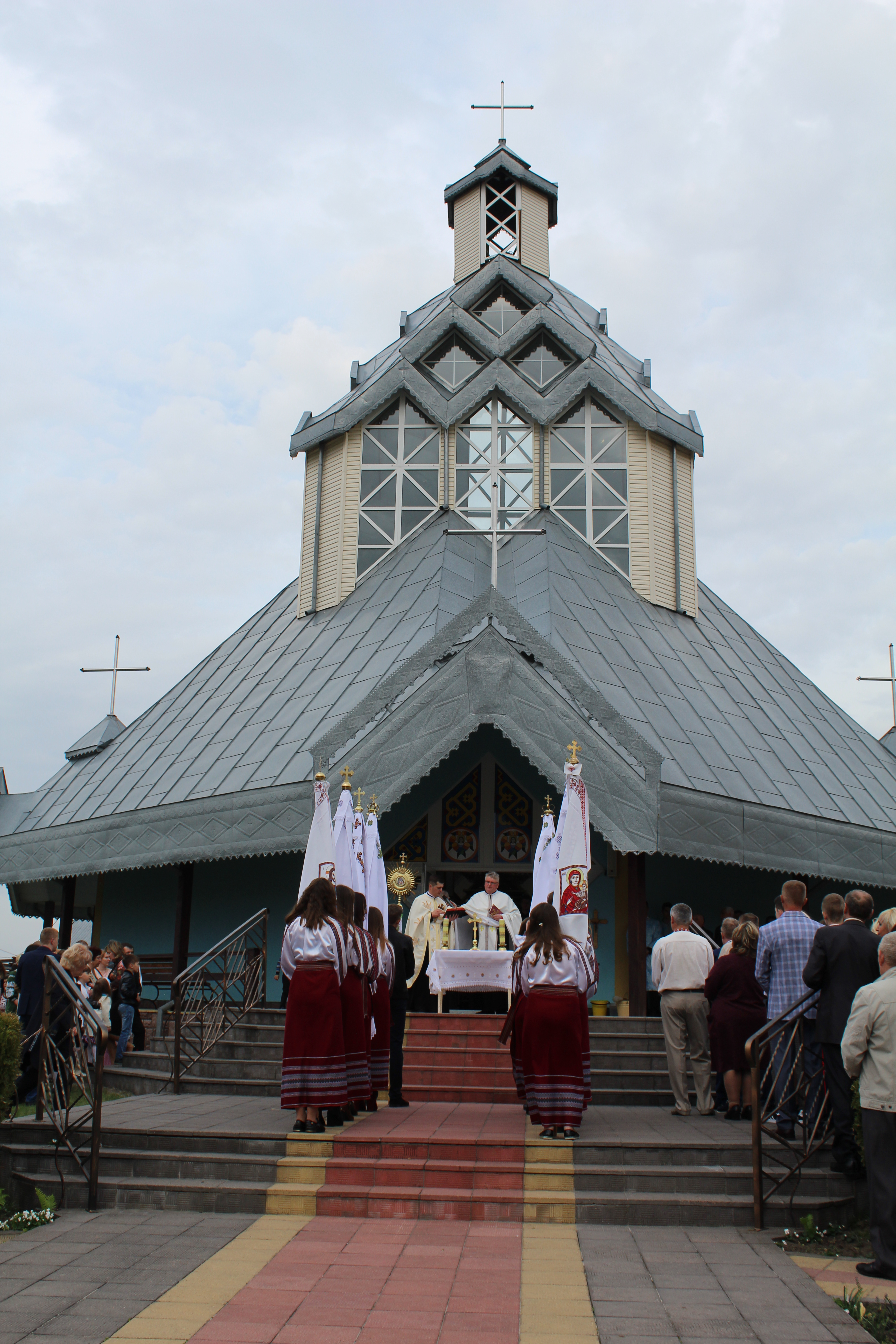
Церква Покрови Пресвятої Богородиці (УГКЦ)
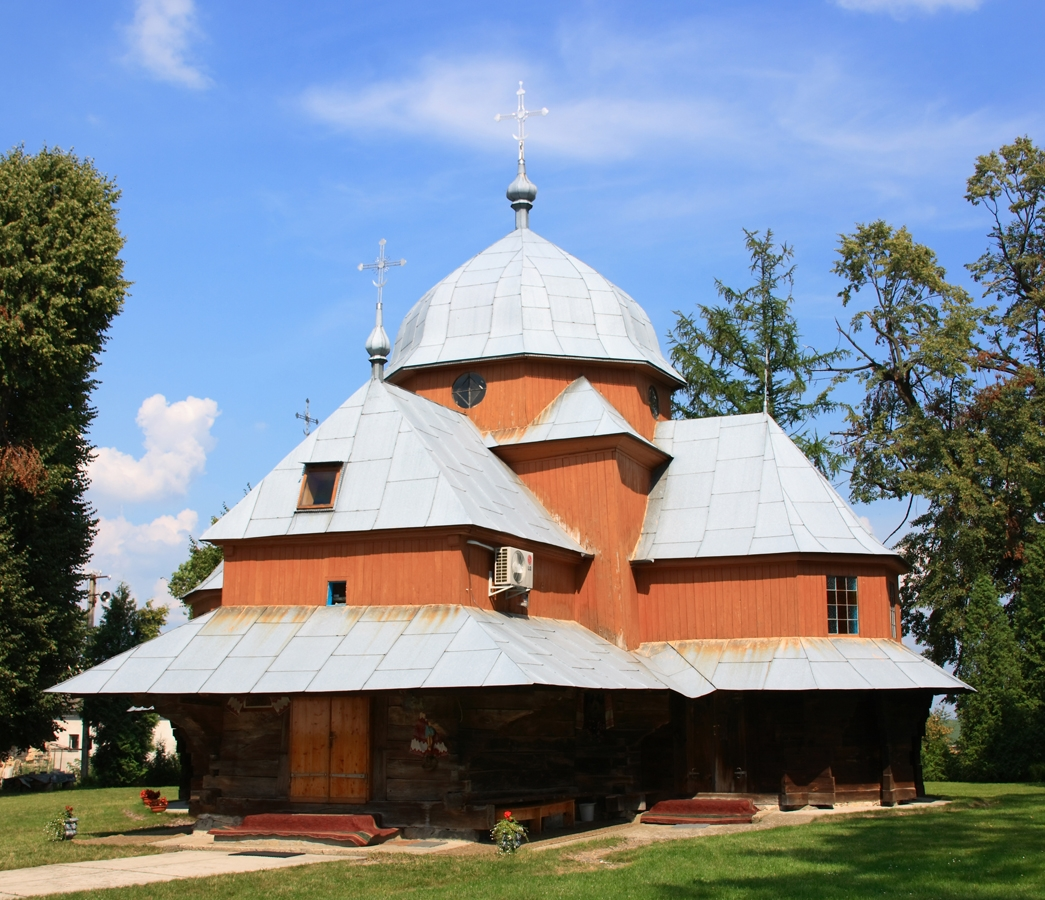
Церква Різдва Богородиці (УГКЦ)
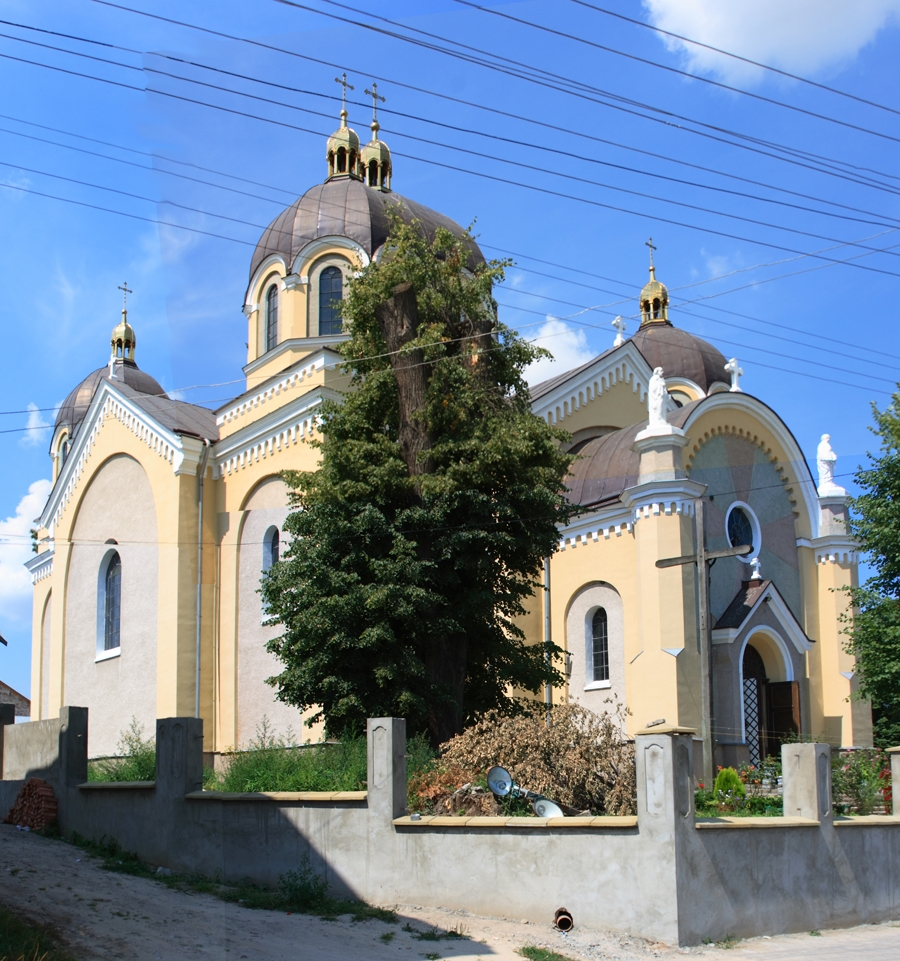
Церква Святого Юрія (УГКЦ)
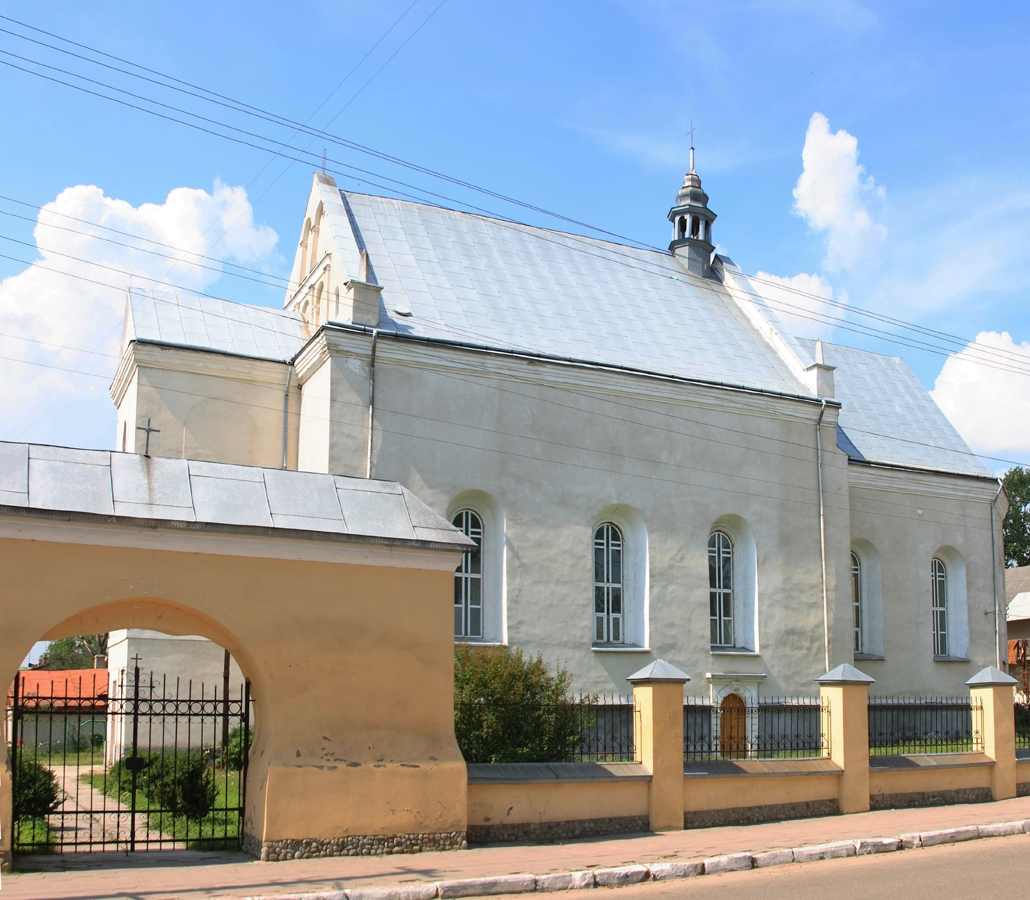
Римо-католицький костел святих Петра і Павла
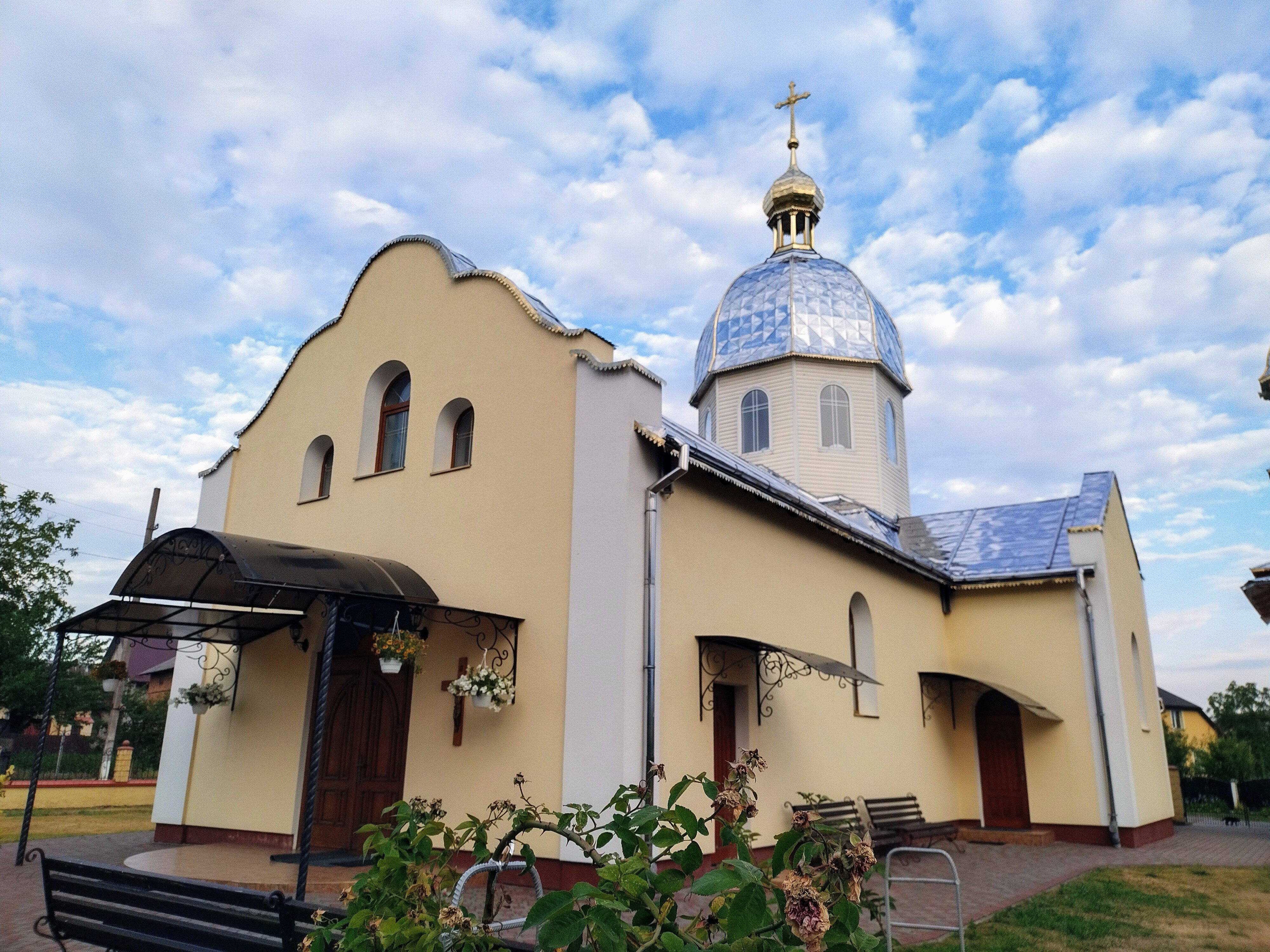
Церква Преображення Господа Нашого Ісуса Христа
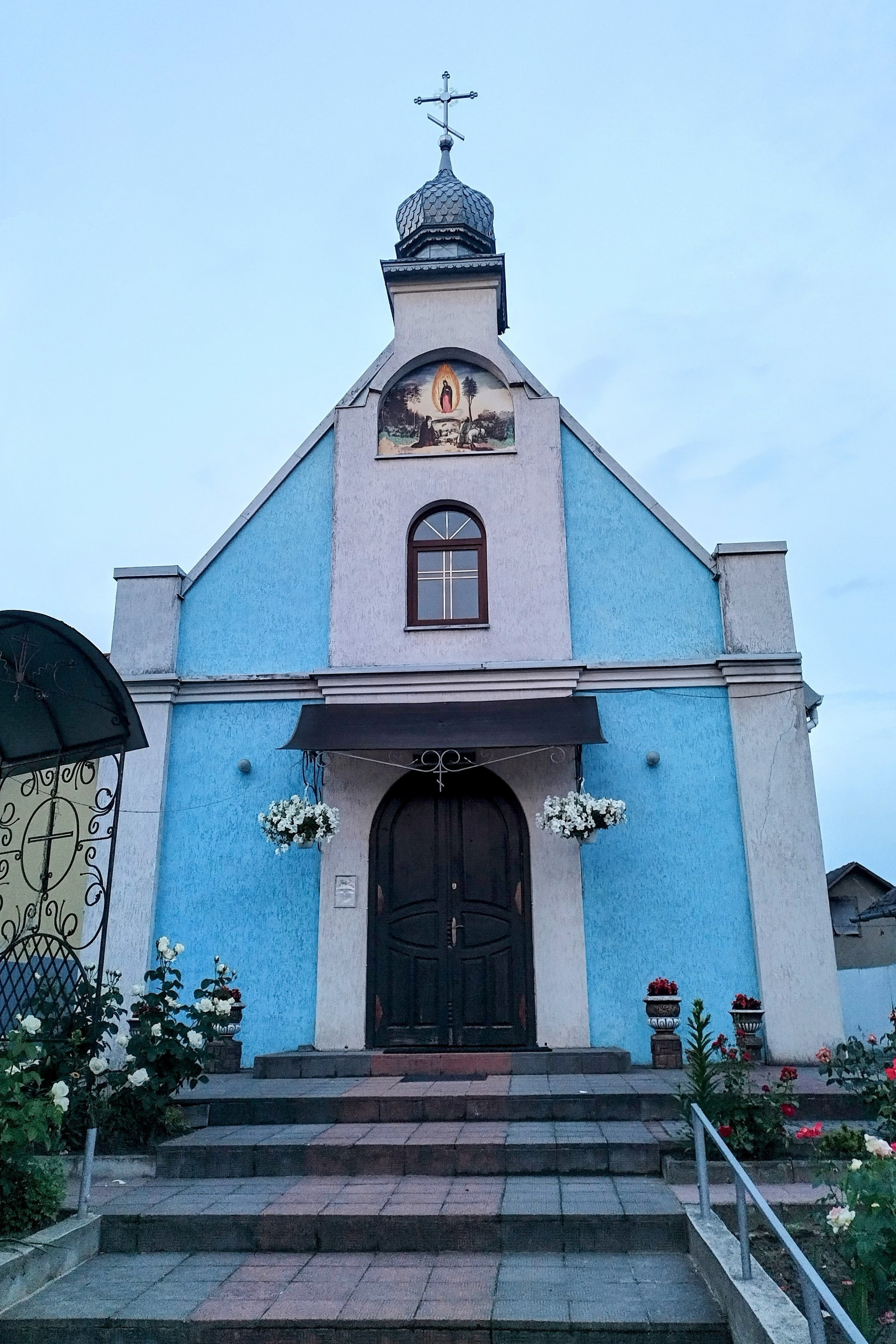
Церква Почаївської Ікони Божої Матері (ПЦУ)
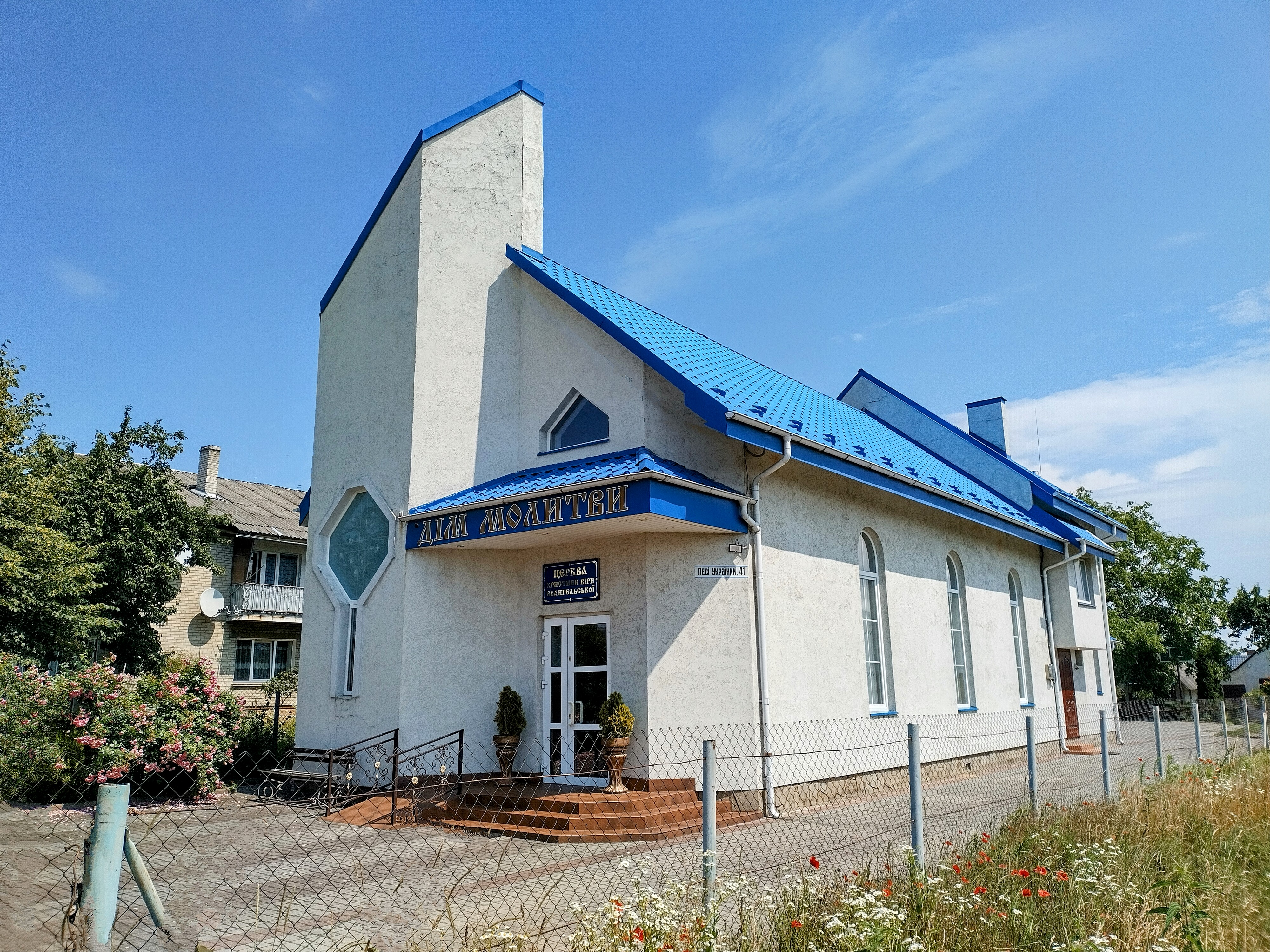
Церква Християн Віри Євангельської
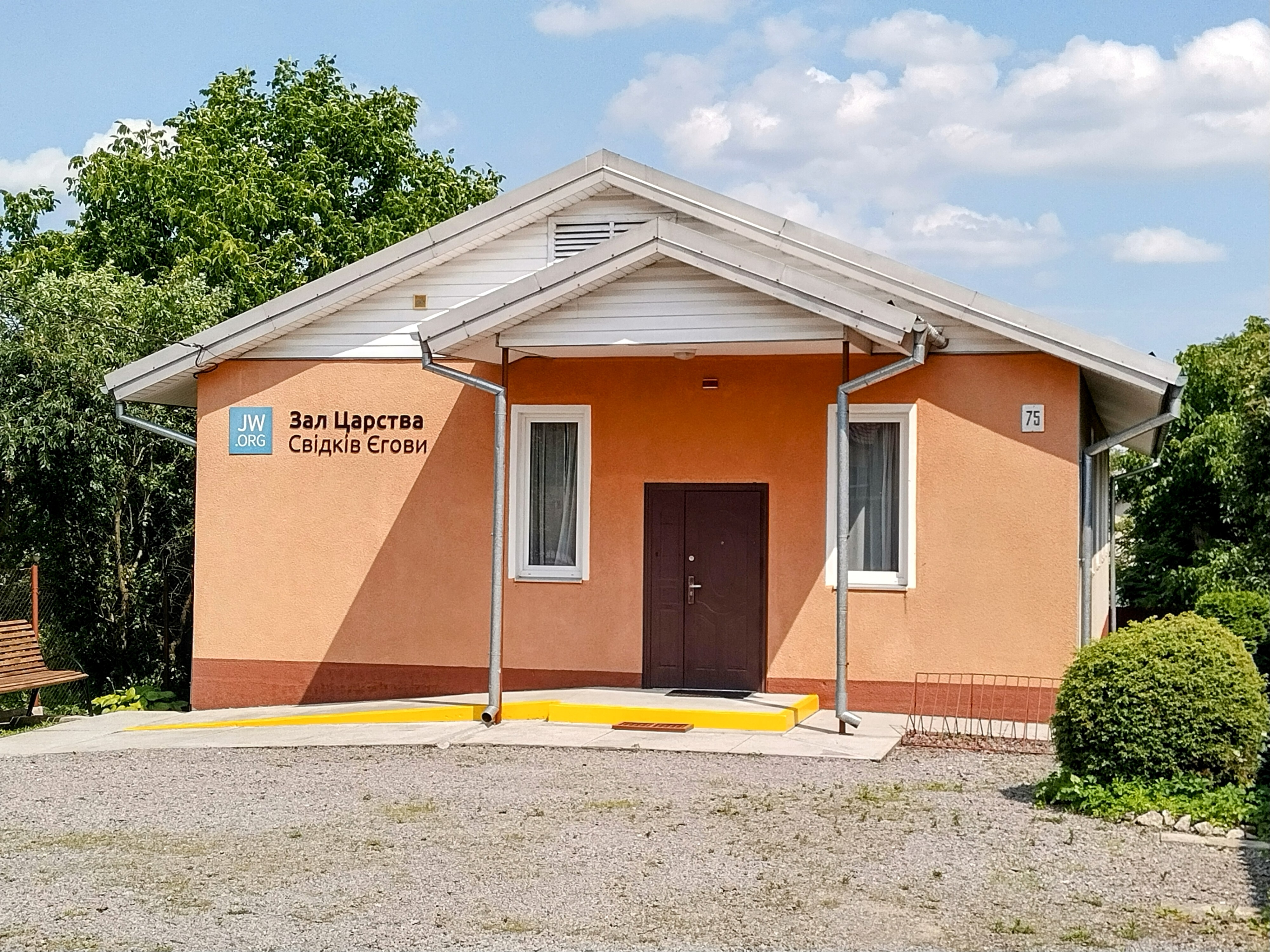
Зал Царства Свідків Єгови
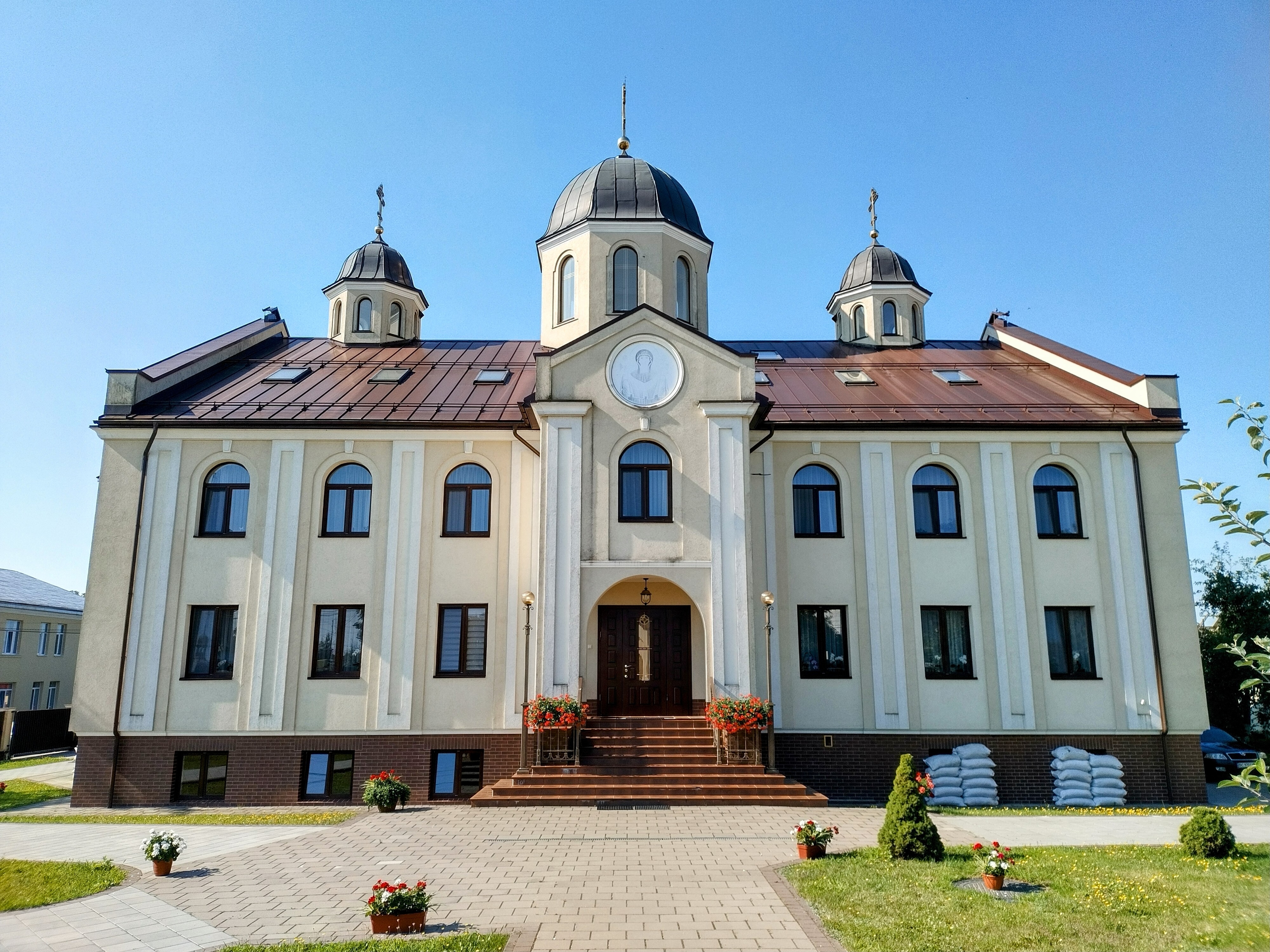
Святопокровський монастир сестер Чину Святого Василія Великого

## Економіка: промисловість, ремесла і сфера послуг
У Яворові розвинуті деревообробна, харчова, хімічна і меблева промисловість.
Серед основних підприємств міста:
- ТзОВ «Снєжка-Україна»;
- ТзОВ «КЕН-ПАК ЯВОРІВ»;
- ТзОВ «УКР ПАК»;
- ВАТ «Яворівський хлібозавод»;
- ТзОВ «Леомарк»[29];
- ВАТ «Яворівський завод „Металопластмас“».

У Яворові працює метеостанція, дислокується сучасно озброєна військова бригада.

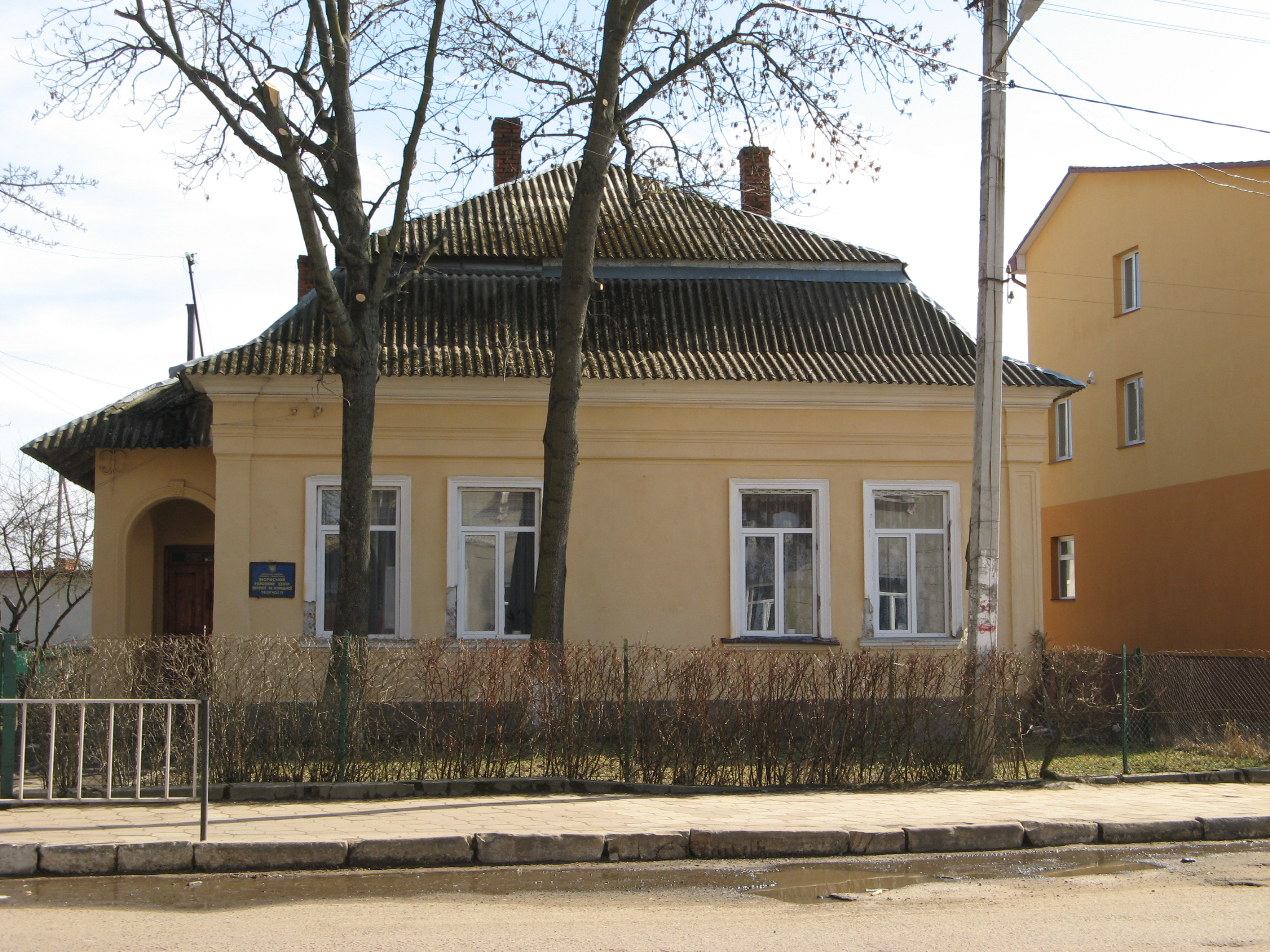
Яворівський районний центр дитячої та юнацької творчості.

У місті діє школа-майстерня мистецької обробки дерева. Яворів — давній осередок художніх ремесел (різьблення на деревині, іграшкарство, декоративний розпис, вишивка, ткацтво, виробництво сувенірів).
У Яворові розташована однойменна залізнична станція, місто має автобусне сполучення зі Львовом, сусідніми районами та кількома прикордонними містами Республіки Польща.
У місті діють численні торговельні підприємства, кафе, підприємства обслуговування громадян, відділення провідних банків — «Ощадбанку», «Укрексімбанку», «Аваль», «ПриватБанку», «НадраБанку».

## Соціальна сфера: медицина та освіта
У місті працюють поліклініка та районна лікарня..
Навчальні заклади Яворова
- Яворівська гімназія імені Осипа Маковея[31];
- Яворівська середня загальноосвітня школа I-III ступенів № 2[32];
- Опорний заклад «Яворівський ЗЗСО І-ІІІ ступенів №3 ім.Тараса Шевченка»;
- Польська суботня школа[33];
- Яворівський навчально-виховний комплекс «дошкільний навчальний заклад-загальноосвітня школа І ступеня».

## Культура
Культурні установи Яворова:
- Яворівський Народний дім;

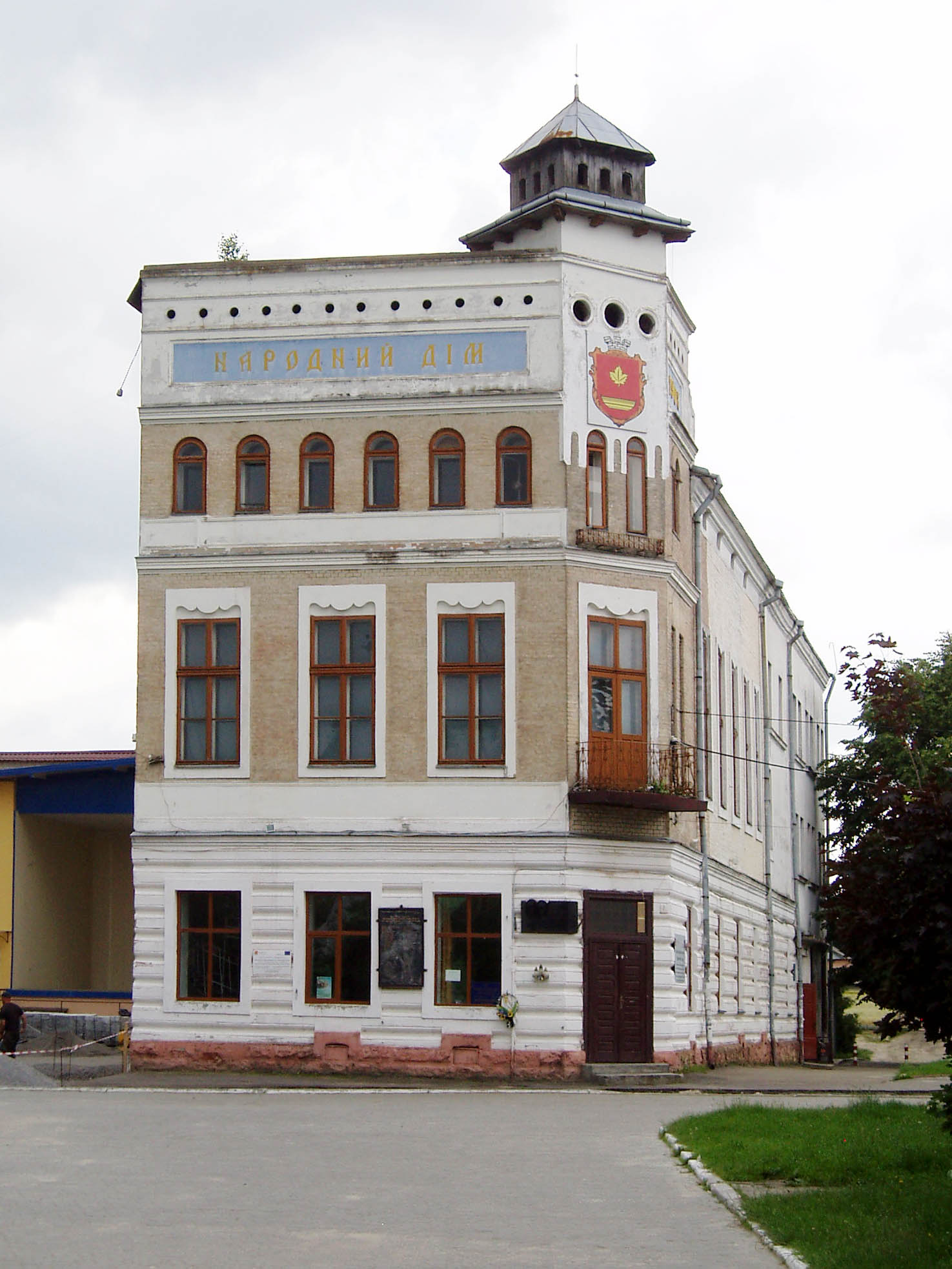
Яворівський Народний дім

- Школа мистецтв імені Михайла Вербицького;
- Яворівський районний центр дитячої та юнацької творчості;
- Яворівська центральна районна бібліотека імені Юрія Липи;
- Яворівська центральна районна дитяча бібліотека.

Музей «Яворівщина»

За незалежності з ініціативи державного діяча Степана Лукашика у місті запрацювали 2 музеї: відновив свою роботу історико-етнографічний музей «Яворівщина» (2002) і розпочав свою діяльність садиба-музей письменника Осипа Маковея (1992).
Далеко за межами Галичини відомими є яворівські творчі колективи — Народний хор «Яворівщина» та народна академічна капела «Акколада».
В радянські часи, коли працювало училище художньої обробки дерева і фабрика художніх виробів імені Т. Г. Шевченка, там викладали знані майстри-різьбярі Яворівщини І. Лісовенко, Й. Станько, В. Прийма, С. Гиндик.
Нині Яворів велично відзначає річниці незалежності України, ювілеї своїх земляків: О. Маковея, М. Вербицького, Й. Лозинського, налагоджує добросусідські відносини з прикордонними містами Ярославом та Любачевом (Республіка Польща).

## Пам'ятки
- Яворівська забавка — іграшки, що майструються в основному з осики та прикрашаються традиційним яворівським розписом — «вербівкою».
- Яворівська різьба — різновид художнього плоского різьблення.
- Яворівський картопляно-гречаний пиріг — є незамінною стравою яворівчан на весіллях, ювілеях, традиційно на Зелені свята, а в більшості родин — і просто на недільний обід. Як і червоний борщ, яворівський пиріг у кожної господині особливий.

### Природоохоронні об'єкти
У Яворові — 5 ботанічних пам'яток природи місцевого значення:
- Червонолистий бук;
- Група вікових лип;
- Дві катальпи;
- Дві магнолії;
- Тис.

## Спорт

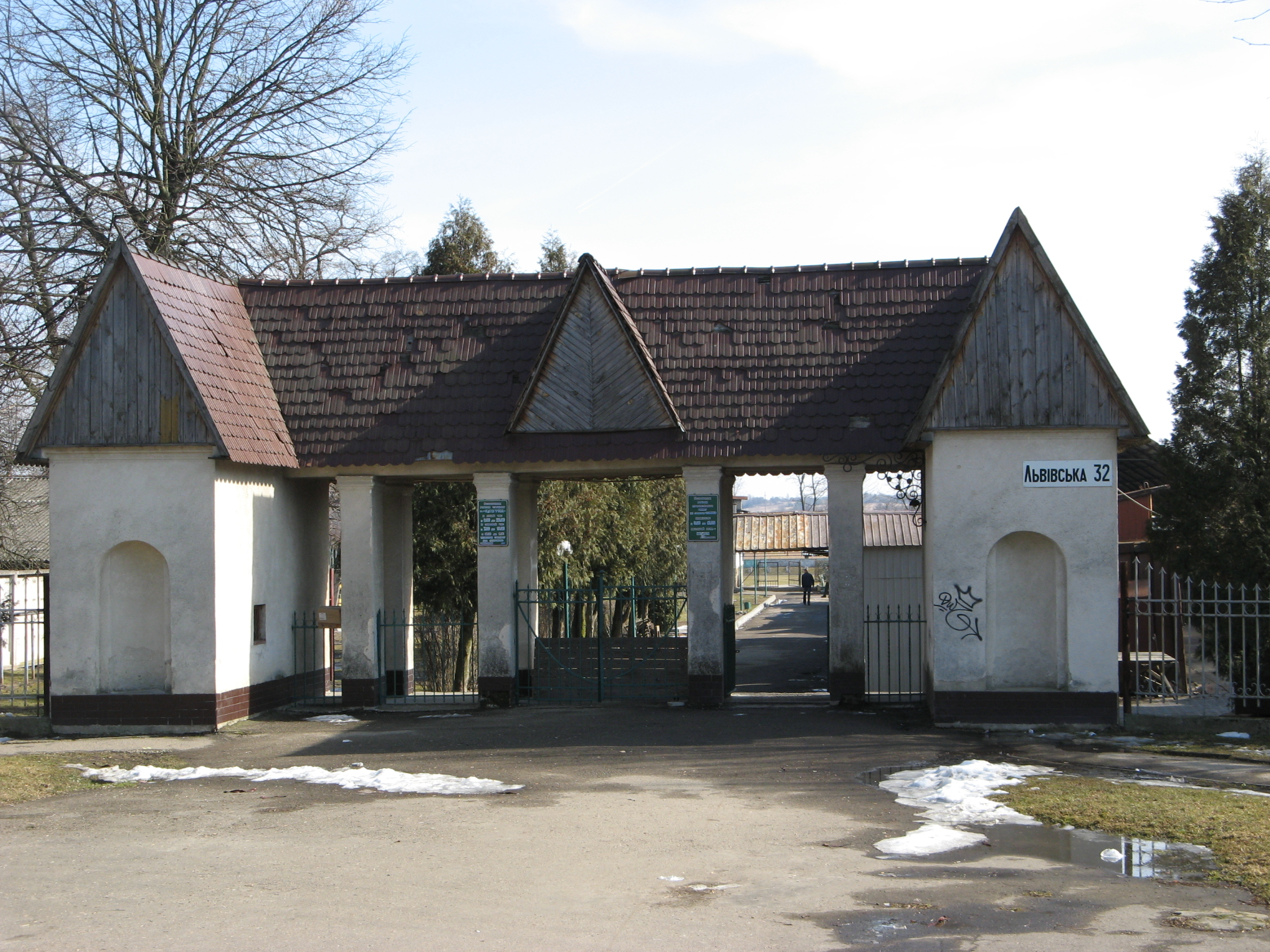
Вхід на яворівський стадіон

У місті є стадіон імені Є. Смука, функціонує ДЮСШ «Явір». Найвідоміша спортивна команда Яворова — хокейний клуб «Явір», домашньою ареною якої є «Льодова арена» міста Новояворівськ (на 600 місць).

## Особистості

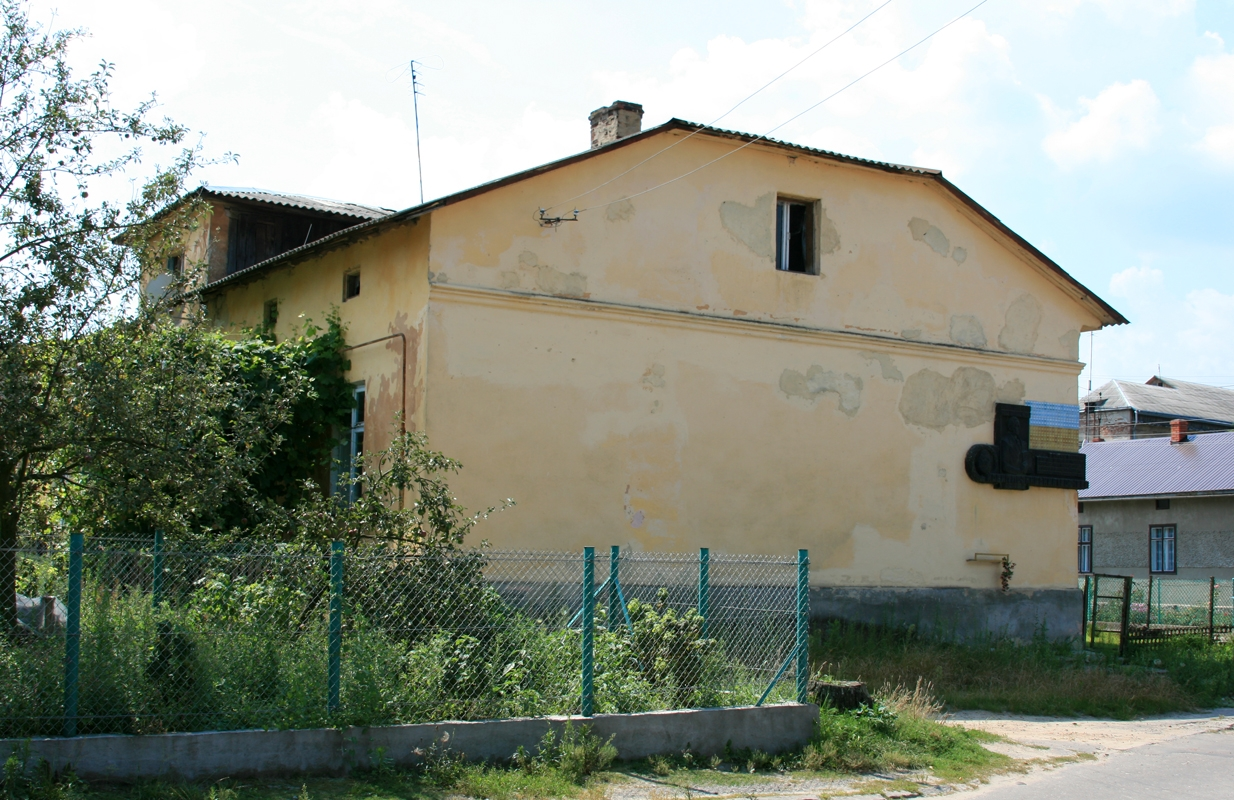
Будинок у Яворові, де жив і працював Йосип Лозинський

### Уродженці Яворова
- Бакунець Павло (нар. 1987) — міський голова Яворова, народний депутат України 9-го скликання.
- Біда Роман-Осип (1905—1942) — співробітник бойової референтури УВО;
- Білик Іван — заступник референта СБ ОУН крайового проводу Південних Українських Земель, співорганізатор відділів УПА в центральній Україні.
- Остап Волощак (1835—1918) — вчений-флорист[36];
- Лаврентій Жмурко (1824—1889) — польський математик.
- о. Загаєвич Василь (1866—1948) — письменник;
- Іван Загаєвич (1861—1926) — громадський діяч, активіст «Просвіти», фундатор;
- Микола Загаєвич (1892—1918) — просвітницький діяч, учасник загальноукраїнських національно-визвольних змагань;
- Кесло Богдан (нар. 1938) — радянський футболіст;
- Лехмінко Ігор (1973—2015) — прапорщик МВС України, учасник російсько-української війни 2014—2017, загинув у бою під Дебальцевим.
- Лісовський Іван (1887—?) — український скульптор, майстер різьблення на дереві.
- Лютий Євген (нар. 1943) — доктор технічних наук, професор, академік Лісівничої академії наук України
- Маковей Осип (1867—1925) — письменник і педагог;
- Недзвєцька Олена (1911—1998) — діячка ОУН;
- Покладок Андрій (нар. 1971) — відомий футболіст
- Пиж Іван (1995—2022) — солдат Збройних сил України; учасник російсько-української війни.
- Прийма Василь  (нар. 1897) — майстер різьблення і малювання на дереві.
- Сапетний Юрій (1941—2013) — український та радянський хокейний воротар і тренер, заслужений тренер України, Заслужений працівник фізичної культури і спорту України
- Сеник Омелян (1891—1941) — один з керівних членів ОУН;
- Стальчук Олег — український актор та телеведучий. Народний артист України;
- Тучапець Василь (нар. 1967) — єпископ УГКЦ
- Ференц Михайло (нар. 1908) — майстер розпису на дереві.
- Фільц Богдана (нар. 1932) — композитор[37];
- Хрущак Володимир (нар. 1964) — український прозаїк і журналіст.
- Улітовський Роман (1975—2022) — штаб-сержант Збройних Сил України, учасник російсько-української війни, що загинув у ході російського вторгнення в Україну в 2022 році.

### Пов'язані з містом

#### Працювали
- Петро Іванець[38] (нар. 1956) — поет і журналіст.
- Володимир Кунанець (1909—1948) — видавець, учитель і діяч ОУН.
- Северин Левицький (1890—1962) — пластовий та громадський діяч.
- Юрій Липа (1900—1944) — історіософ і лікар[39].
- Дмитро Ліськевич (1883—1974) — український педагог та громадський діяч, в'язень сталінських таборів.
- Йосиф Лозинський (1807—1889) — етнограф, мовознавець і громадський діяч, похований в місті.
- Володимир Барагура (1910—2000) — письменник, редактор, журналіст.
- Степан Лукашик (1953—2011) — державний діяч.
- Михайло Слюсар — директор кооперативи в місті, поручник УГА, Армії УНР, нагороджений Хрестом УГА, Воєнним Хрестом.
- Богдан Ставничий — директор Яворівської та Холмської гімназій[40]
- Йосип Станько — майстер-різьбяр.
- Осип Турянський (1807—1889) — письменник і громадський діяч.
- Петро Франко (1890—1941) — письменник і вчений.
- Іван Чмола (1892—1939) — військовий і громадський діяч.
- Ян Шеліга (пом. 1636) — друкар і книгар з Кракова[41].

#### Навчались
- скульптор, педагог заслужений діяч мистецтв України Іван Севера (1891—1971) (різьбарська школа в Яворові (1904—1907));
- народна артистка України Оксана Білозір (нар. 1957)

#### Відвідували
- у 1670-х роках король Польщі Ян III Собеський і король Франції Людовік XIV уклали в місті таємний антитурецький союз.
- у 1680-х роках перебував у почесному полоні Георге Дука — гетьман Правобережної України, господар Молдовського князівства.
- о. Михайло Вербицький (1815—1870) — парох с. Млини Яворівського повіту, громадський діяч та композитор, автор музики до національного гімну «Ще не вмерла Україна».

### Яворівські старости
- Анджей Шамотульський — воєвода познанський (пом. 1511 р.)[42];
- граф Анджей Ґурка — староста: генеральний Великопольщі, буський[43];
- граф Анджей Ґурка — син попереднього, староста ґнєзненський, чоловік Барбари Гербурт[43];
- Ян Саріуш Замойський — з початку 1584[44];
- Адам Єронім Сенявський — підчаший коронний (пом. 1616);
- Якуб Собеський — староста красноставський;
- Станіслав Казановський (пом. після 1648) — староста кросненський[45].

### Почесні громадяни
- Валерій Залужний (2023)[46]

## Міста-побратими
- Ярослав, Польща
- Венгожево, Польща
- Любачів, Польща
- Тракай, Литва
- Кольбуди, Польща

## Галерея

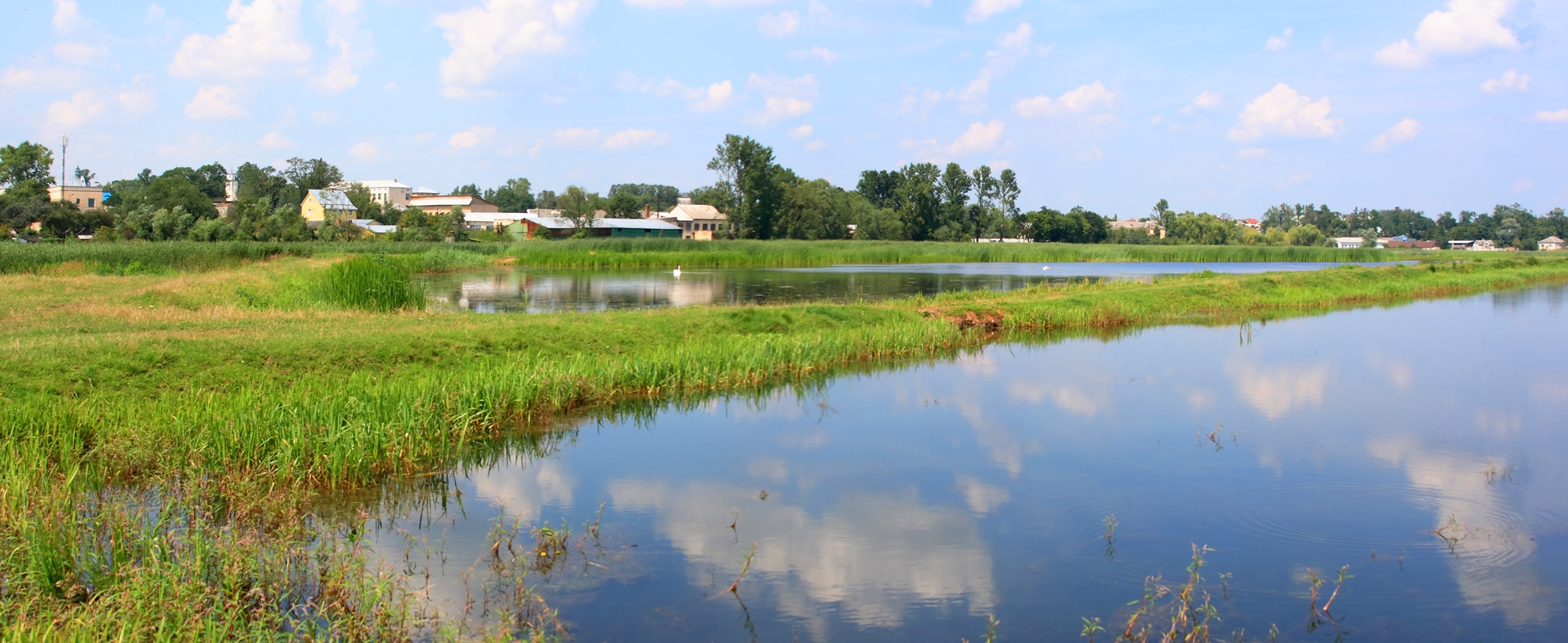
Ставки у Яворові
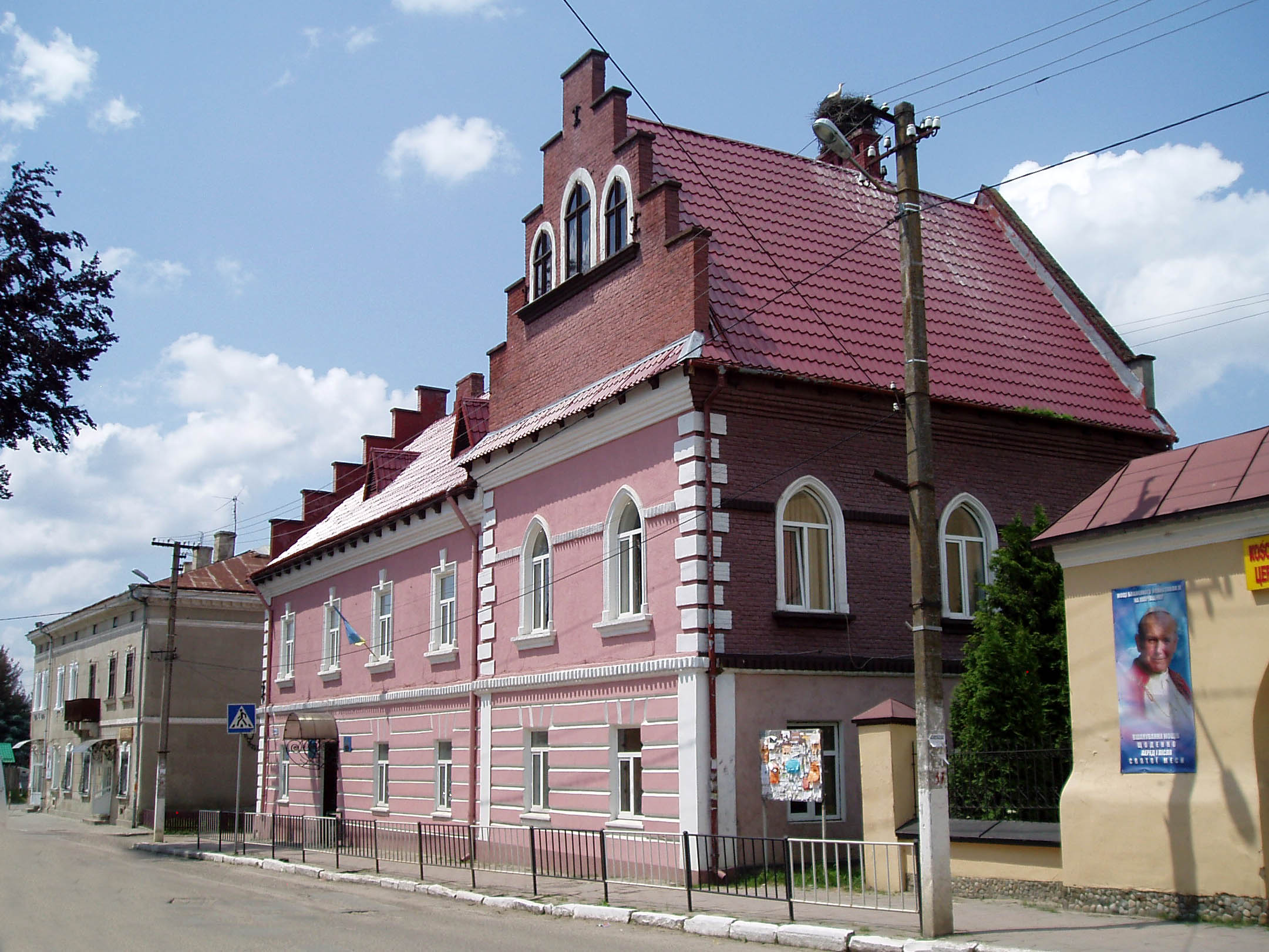
Будинок Яворівської міської ради
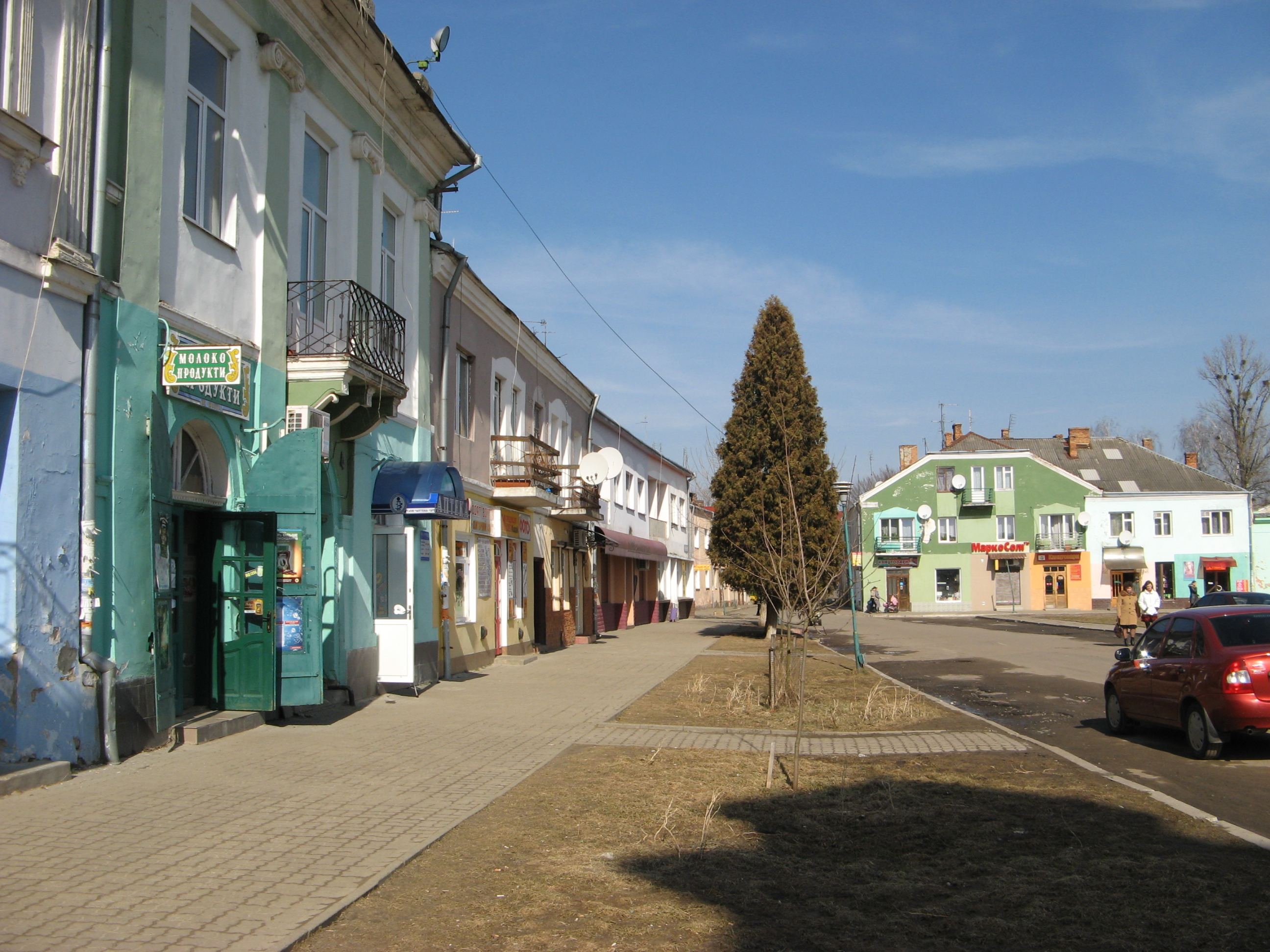
На центральній площі
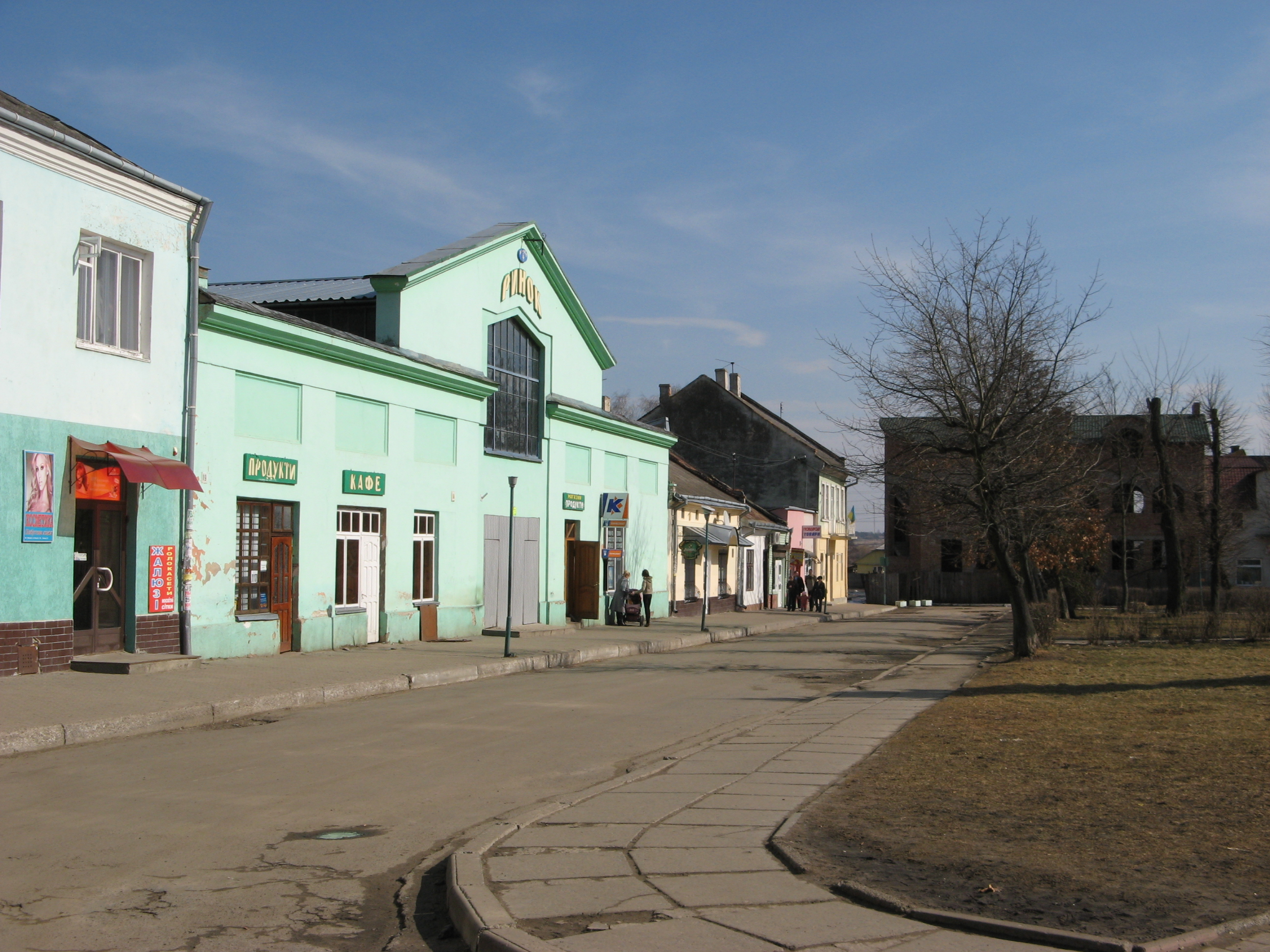
Ринок
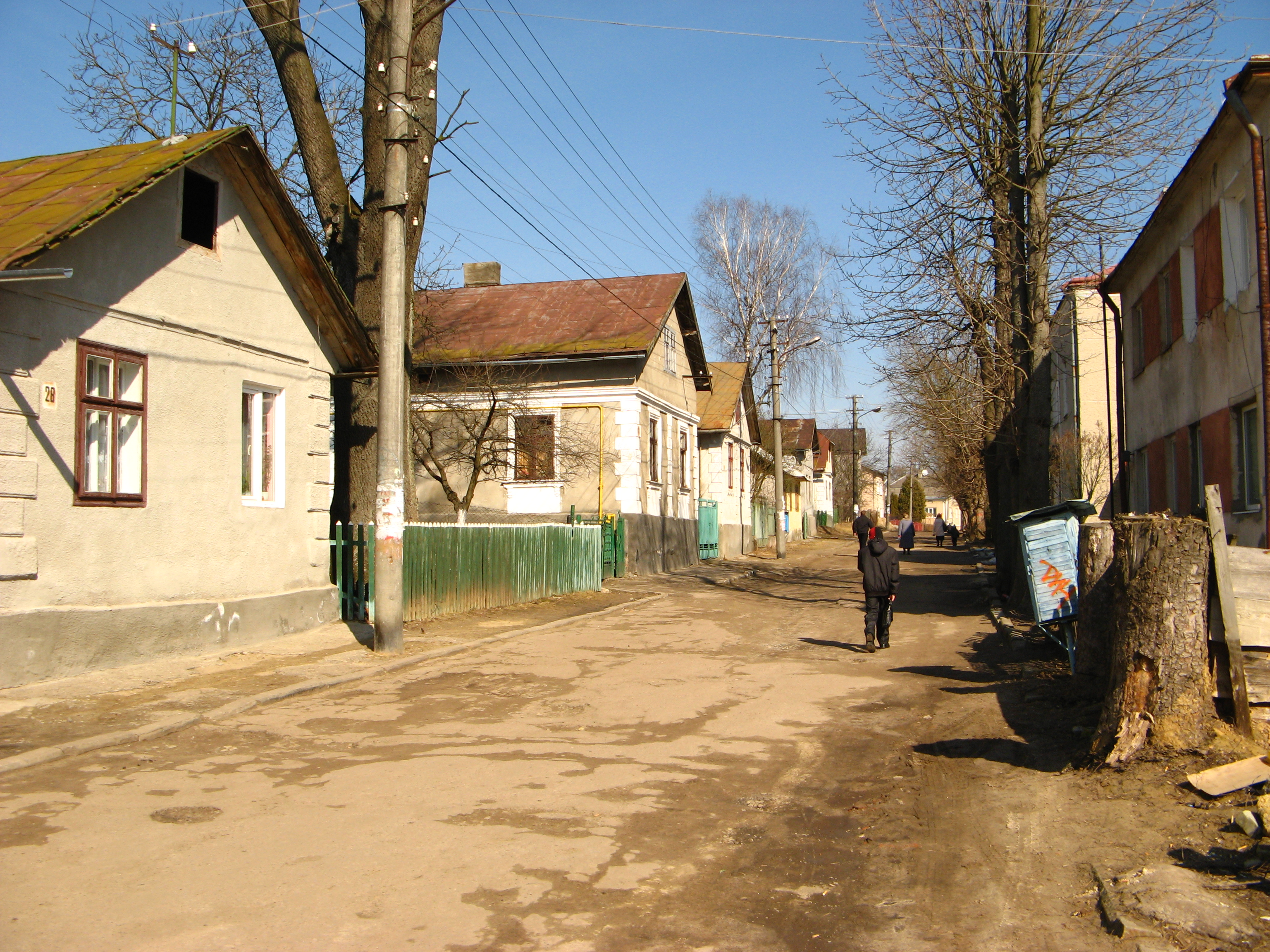
Стара вуличка
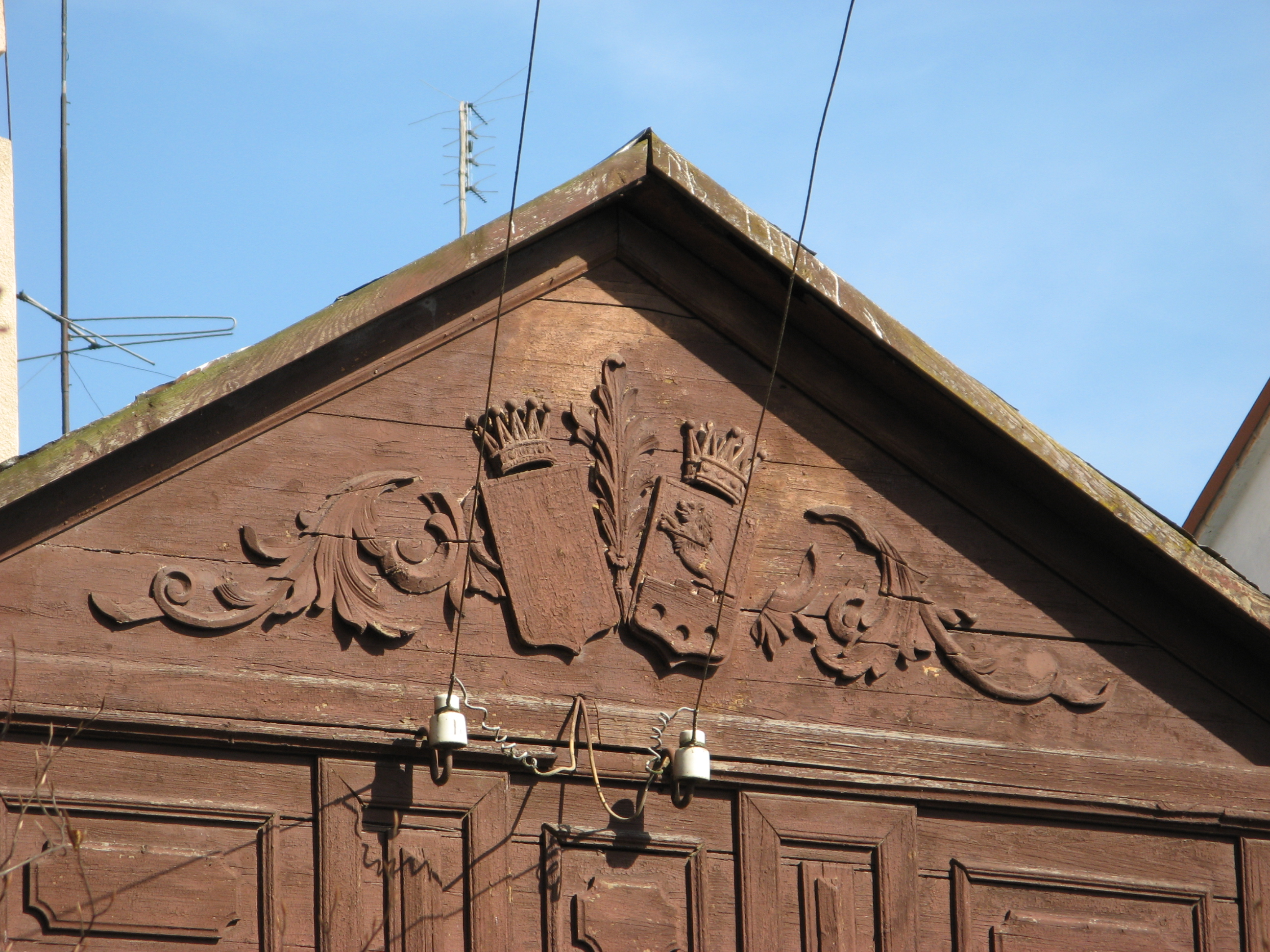
Дерев'яна різьба на одному з довоєнних будинків